# Station Jarzębia Łąka
Station Jarzębia Łąka is een spoorwegstation in de Poolse plaats Jarzębia Łąka.